# エフエム大分
株式会社エフエム大分（エフエムおおいた、英: FM OITA BROADCASTING CO., LTD.）は、大分県を放送対象地域として超短波放送（FMラジオ放送）を行っている特定地上基幹放送事業者である。愛称は「Air-Radio FM88」（エア・レディオ・エフエム・エイティエイト）であるが、放送ではあまり使用しておらず、通称のFM大分が主に使用される。コールサインはJOJV-FM。FMQリーグにも加盟する。

## 概説

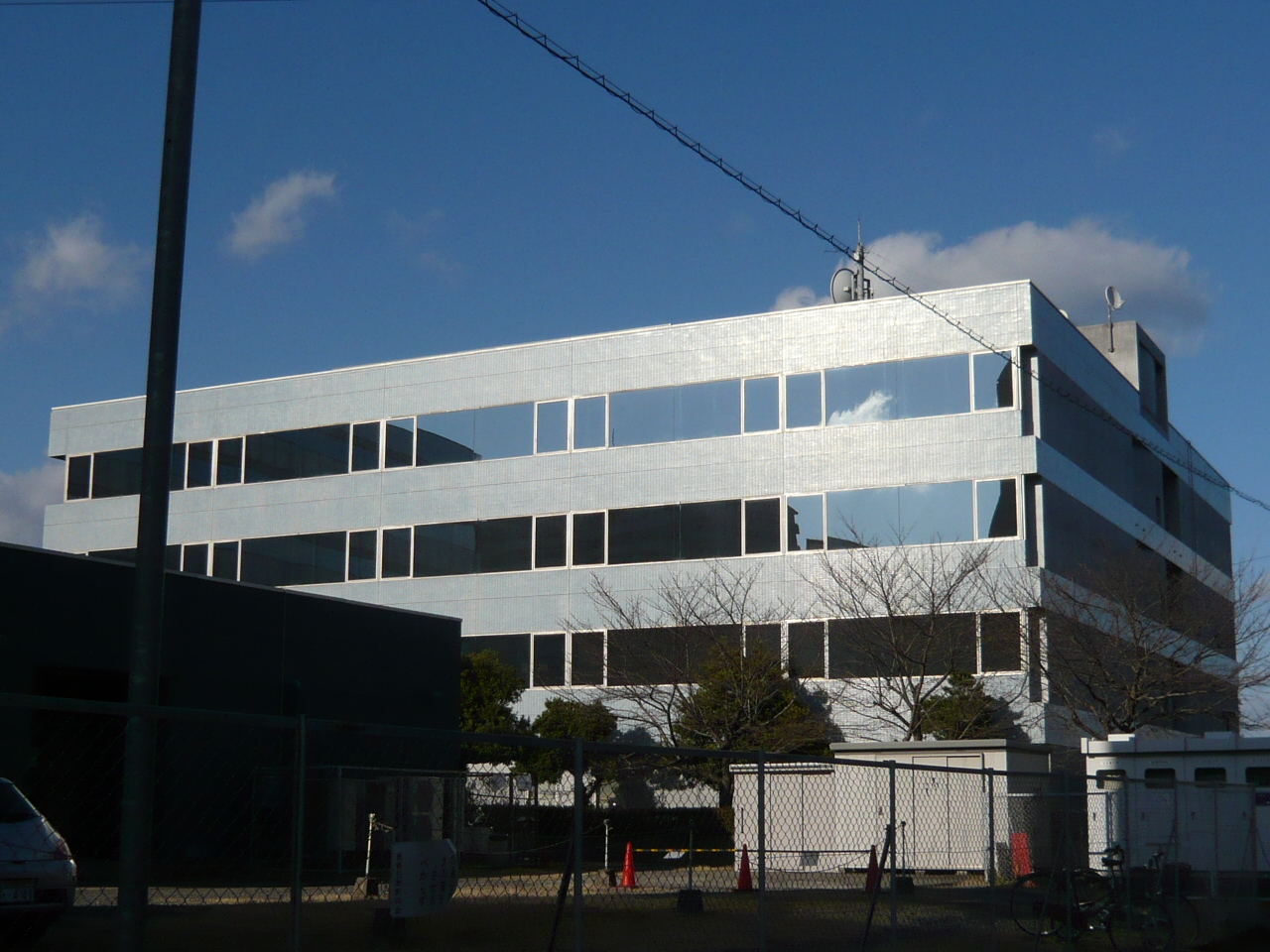
エフエム大分旧社屋

1990年10月1日に全国34番目（Kiss FM KOBEと同日）に放送開始。
開局当時、大分県の瀬戸内海沿岸では、FM愛媛、FM山口といったJFN加盟のFM局の聴取が可能だったこともあり、「マルチリンガルによる音楽環境の創造」をコンセプトにした政令指定都市のある県以外の県のFM局としては初めての独立局として開局した。このことは画期的であったため、毎日放送（MBS）制作・TBS系テレビ番組『地球発19時・激突!ラジオ戦争』でも取り上げられた。開局の瞬間の他、RYUエリザがDJを務める朝ワイド『アクアミント・モーニング』、デイル石橋の『OITA COUNTDOWN HOT88』などのオンエア模様が取り上げられ、「FM大分に勝算はあるのか?」と締め括られていた。独立局時代はJ-WAVE、FM802、FM横浜、bayfmなど、他の独立局からの番組供給を受けていた。しかし開局後わずか1年で独立局の試みは挫折し、全国ネットワークであるJAPAN FM NETWORK（JFN）に1991年10月1日加盟した。

当局含めたJFN系列38局はACジャパン（旧・公共広告機構）の正会員企業の一つである。

## 事業所
本社・演奏所
- 大分県大分市府内町三丁目8番8号 ハニカムプラザ4階

東京支社
- 東京都千代田区麹町一丁目8番地 JFNセンター8階

## 周波数
| 親局   | 周波数  | 空中線電力 | 所在地            | 備考 |
| ------ | ------- | ---------- | ----------------- | --- |
| 大分   | 88.0MHz | 1kW        | 大分市 横江山     | 2017年7月31日に、別府市の十文字原より移転。 大分東送信所内に設置。 大分市周辺の大分都市圏で受信される。                             |
| 中継局 | 周波数  | 空中線電力 | 所在地            | 備考 |
| 中津   | 84.9MHz | 10W        | 中津市 八面山     | 中津市・宇佐市及び 福岡県豊前市・築上郡・行橋市周辺で受信される。                                                                   |
| 日田   | 85.1MHz | 10W        | 日田市 尾当山     | 垂直偏波 日田市・旧日田郡の一部で受信される。                                                                                       |
| 玖珠   | 89.3MHz | 100W       | 九重町 崩平山     | 西部の内陸部（玖珠郡・由布市・大分市西部）を中心に受信される。 また送信高が高く、出力も中継局としては大きめとなっている。           |
| 津久見 | 80.7MHz | 10W        | 津久見市 鉾土山   | 臼杵市・津久見市で受信される。 |
| 佐伯   | 81.8MHz | 10W        | 佐伯市 波越山     | 佐伯市内で受信される。 |
| 竹田   | 81.8MHz | 10W        | 豊後大野市 三宅山 | 竹田市・豊後大野市・臼杵市（旧野津町域）で受信される。 開局後永らく受信困難な地域であったが1997年4月に開局、 受信状況が改善された。 |

- 受信可能地域は大分県のほぼ全域、愛媛県豊後水道沿岸部、福岡県筑後地方北東部・豊前市とその周辺地域である[4]。

- また、親局移転により、南大分地区、松岡方面、臼杵市の一部、豊後大野市の一部、 国東市の一部などが良好に受信できるようになった一方で、山影となる佐賀関の一部、東別府の一部、愛媛県の佐田岬半島が受信しづらくなった[4]。

- 放送時間　月曜日・土曜日5:00開始・起点、それ以外の平日4:00起点の24時間放送。日曜日5:00起点～24:55（月曜0:55）終了（放送休止中はradikoでもテストトーンのほか、砂嵐音を放送する場合もある。ただし、実際には日曜付け放送終了アナウンスは24:54<月曜0:54>に放送されている）

## 資本構成
企業・団体は当時の名称。出典：出典：

### 2015年3月31日
| 資本金   | 発行済株式総数 | 株主数 |
| -------- | -------------- | ------ |
| 8000万円 | 8,000株        | 25     |

| 株主           | 株式数  | 比率  |
| -------------- | ------- | ----- |
| 大分合同新聞社 | 3,384株 | 42.3% |
| 大分放送       | 0,800株 | 10.0% |
| テレビ大分     | 0,800株 | 10.0% |

## 沿革
- 1982年（昭和57年）10月27日 - 大分県にFM周波数割り当て[8]。
- 1990年（平成2年）
  - 1月30日 - ラジオ予備免許。
  - 4月4日 - 会社設立。
  - 10月1日 - 開局。
- 1991年（平成3年）10月1日 - JFNに加盟。
- 2000年（平成12年）10月1日 - 開局10周年。
- 2010年（平成22年）10月1日 - 開局20周年。
- 2012年（平成24年）4月2日 - インターネットIPサイマルラジオ「radiko」に参加。12時より大分放送とともに大分県内のみにて実用化試験配信を開始。なお、プレミアムにも参加しているが、土曜の11時台など一部時間帯は未配信。
- 2014年（平成26年）
  - 3月31日 - 文字多重放送を廃止。
  - 9月29日 - 大分市府内町の大分合同新聞社ハニカムプラザビル内に本社移転。[9]
- 2017年（平成29年）
  - 7月31日 - 親局を十文字原送信所から横江山（大分東送信所）に移転[4]。
- 2020年（令和2年）10月1日 - 開局30周年。

## 番組

### 現在
2025年7月時点。番組の詳細は、公式サイトの番組表あるいはプログラムを参照。
自社制作番組
- Sky Tune Oita（月曜 - 金曜 7:30 - 10:00） - 途中8時台は「ONE MORNING」をネット入中する
- Clover Radio Terrace（月曜 - 木曜 11:30 - 12:49）
- oita sunset groove（月曜 - 金曜 17:00 - 18:55）

- ハイカラ食堂（月曜 - 木曜 19:00 - 19:55）
- PARK PLACE Made（月曜 16:00 -16:55）
- トヨタレンタリース大分 presents Gift for Drivers（水曜 16:45 -16:55）

- ロケラジR（水曜 21:00 - 21:30）[10]
- 佐田玲子のサウンド・ステージ（木曜 21:00 - 21:30）
- SIX LOUNGE MIDNIGHT RADIO（木曜 21:30 - 21:55）[11]
- Dr.マーサー 蔵出し熟成ポップス（金曜 10:00 - 10:49）[12]
- 喫茶店 -Tomo cafe-（金曜 11:30 - 11:55）
- ちゅうか49（金曜 12:00 - 12:49）
- ～みんなをつなぐ～ままともラジオ（金曜 16:00 - 16:25）
- Sラジ!～SUZUKI SMILE RADIO～（金曜 16:30 - 17:00）[13]
- トラバラ（金曜 19:30 - 19:55）
- QUEEN♪アルゲリッチ～LOVE AND TRUST～（金曜 20:00-20:30）
- Nesta presents 中島知子のおでかけラジオ（土曜 9:30 - 9:55）
- いいね!ON サタデー（土曜 11:30 - 11:55）
- Get Joy At Park!!（土曜 12:00 - 12:55）
- 「学びラジオ!」～トビラを拓く未来教室～（土曜 19:30 - 19:55）
- ABタウンRadio（日曜 9:30 - 9:55）
- よっしぃキヨマツの「あなたの未来」（日曜 18:00 - 18:30）

ミニ番組
- パワープレイ（随時放送）
- ホットタウン・インフォメーション（月曜 - 金曜 12:55 - 13:00・20:55 - 21:00）
- WHAT's NEW OITA?（大分県の広報番組、月曜 - 金曜 9:00 - 9:05・土曜 9:25 - 9:30・日曜 8:55 - 9:00）
- 樹の家こころ舎 髙橋勇輝のナゼ家を建てますか？（土曜・日曜 10:55 - 11:00）
- OITA マイスター（土曜 16:55 - 17:00）

### 過去
JFN加盟後
平日
- Welcome Morning（月 - 金 7:30 - 9:55）
- クリック・ザ・リクエスト（月曜 - 木曜 11:30 - 12:49）：2010年3月終了
- Music Update（月 - 木 11:30-12:49）
- Radio Cruising（月 - 木 17:00 - 18:55）
- DOCOMO DE DOMO（月 - 木 18:55 - 19:00 金 13:55 - 14:00）
- もっとあなたと! COLORFUL PALETTE（月 - 金 16:00 - 16:55）
  - OBSラジオにて土曜・日曜の15:00 - 15:55に放送される番組とタイトルを共用
  - パークプレイス大分からの公開生放送
- BETSUDAI presents ラジオミーティング（月曜 15:30 - 15:55、? - 2023年12月）

金曜日
- Mazda Rhythm X8（金 11:30 - 11:55）
- Mazda Rhythm And Sky（金 11:30 - 11:55）
- 東春日ごじしちじ（金 17:00 - 18:55）
- FRIDAY JAM（金 13:00 - 15:50）：2010年3月26日終了

週末
- HONDA ウィークエンド・ナビ（土 12:00 - 12:30）
- SWEET ANNIVERSARY（土 12:30 - 12:55）
- 土曜の朝からJKがナイスミュージックをお送りするラジオ（土）9:00 -  9:25
- WEEKEND STARTER（土）11:30 - 11:55

その他
- OITA Top Hits
- NBUミュージック・クロスオーバー
- 週刊ラジオマガジン“いつもSomething New”
  - 現在はOBSラジオにて日曜 17:30 - 18:25に放送
- Good Morning Oita
- A☆LIVE AFTER FIVE（アライブ・アフター・ファイブ）
- Dr.マーサーのWAKU WAKUコーリング
- 88 Morning Wave
- 気まぐれパンドラボックス
- M's Music Wave
- AIR MESSAGE FROM OITA
- World Hit in Oita
- Doo! MORNING（FRIDAY EDITION）
- Smile×2
- 東春日Records
- おおいたイエラジ2（木 15:00 - 15:30）
- おしゃべリーゼ♪サタデー（2018年2月17日 - ?、第3週土曜 12:00 - 12:25）
- NETZ DRIVING BEAT（金曜 19:00 - 19:30）
- えのちゃん ゆきちゃんの今宵も気ままに!（火曜 21:30 - 22:00）
- 日常学ラジオ おじさんが成長する木曜日 Presented by 大分合同新聞（2022年3月 - 2025年3月27日、木曜 21:30 - 21:55）
- Nesta Music Masterpiece（2022年7月 - 2024年11月1日、金曜 19:00 - 19:30）
- 松本隆博のngラジオ!（2023年6月 - 2024年6月28日、金曜 20:30 - 20:55）
- ななみ 7:30Time（2015年 - 2025年3月29日[14]、土曜 19:30 - 19:55）

独立局時代
自社制作番組
- DAWN SONGS（月 - 土 6:00 - 7:00）・・・ニューエイジミュージック＆フュージョン
- AIR-BORNE PERFUME AQUAMINT MORNING（月 - 金 7:00 - 10:00）・・・さわやかな朝の雰囲気を大切にしたミュージック＆DJ
- JACKPOTS TRACKS（月 - 金 10:00 - 10:30）・・・英米インディーズ、ブラックミュージック、邦楽ポップス、アーティスト特集、映画音楽情報
- PICASSO MUSIC（月 - 金 10:30 - 11:00）・・・ノンストップミュージック
- VOICE AND RHYTHM（月 - 金 11:00 - 12:00）・・・洋邦問わず70年代から最新までのヒット曲
- IT'S A BRILLIANT CAFE（月 - 金 12:00 - 15:00）・・・12時から13時はランチタイムミュージック、13時から15時まではアクティブタイムミュージック
- RADIO CARNIVAL 88 HOTLINES（月 - 金 16:00 - 19:00）・・・電話リクエスト
- MUSIC PIT（木 19:00 - 19:30）
- PERKY ROCKIN' STATION（木19:30 - 20:00）
- MEMORY LANE（木 20:00 - 21:00）
- PERKY MUSIC WORLDWIDE（月 -木 21:00 - 22:00）・・・月曜日／フランスのミュージックシーン、火曜日／世界のグッドミュージック、水曜日／イギリスのクラブシーン、木曜日／バリ島直送のトロピカル
- PERKY DANCIN' STREET（金19:00 - 22:00）
- UPPERCUT JAM（月 - 金 22:00-24:00）・・・月曜日／ロック、火曜日／ソウル、水曜日／邦楽中心、木曜日／邦楽中心、金曜日／リクエスト
- EDGE OF NIGHT（月 - 金 26:00 - 27:00）・・・ノンジャンル
- 広報番組（土 7:00- 8:00）
- CONTINENTAL BREAKFAST（土 8:00 - 9:00）
- RESTFUL FORENOON（土 9:00 - 11:00）・・・アーバンコンテンポラリー
- MEGA MUSIC TREND（土 11:00 - 12:00）
- WEEKEND SOUND RESORT（土 12:00 - 17:00）・・・リゾートを意識した内容、UK TOP20も放送
- HAPPINESS OVER THE GLASS（土 20:00 - 20:30）
- ALBUMS OF MEMORY（土 20:30 - 21:00）
- HIGGLDI PIGGLDI TELEPHONE JACK（土 21:00 - 23:00）・・・週末気分のノンジャンル、DJからリスナーに電話も
- PAJAMA CALLIN'（土 23:00 - 24:00）
- MIDNIGHT DANCE PARTY（土 24:00 - 25:00）
- AMERICAN ORCHESTRA SPECIAL LIVE（日 6:00 - 8:00）・・・クラシックライヴ
- LAZY MORNING（日 8:00 - 10:00）・・・AC、UC、J-POP、BGMタイプの番組
- KAMASAMI KONG COCONUT MAIL（日 10:00 - 11:00）
- OITA COUNTDOWN HOT88（日 12:00 - 16:00）・・・カウントダウン番組
- VOICE TRACK（日 16:00 - 17:00）
- BEPPU BAY SURF LINE（日 18:00 - 20:00）・・・前半はCHR、後半はソフトロック＆ブラコン
- MEMORIES OF MELODIES（日 20:00 - 21:00）・・・オールディーズ
- MUSIC WALKIN'（日 21:00 - 22:00）・・・CHR
- JAZZ PASSAGE（日 23:00 - 24:30）・・・JAZZ
- WHAT A BEAUTIFUL WORLD（日 24:30 - 25:00）・・・スタンダード

bayfm
- Power Rock Today
- Bay City Blues
- Jazz Passage
- American Blue
- Sunrise Cruise

FM802
- NEC C&C PLAZA Music Pit
- Hit Pirates

J-WAVE
- Future Hits
- Rockin' America

FMヨコハマ
- NISSAN Hit in the USA
- Super Gold
- Hip Pocket
- Jngle

## パーソナリティ
現在〈2022年6月現在〉
【Sky Tune OITA】
- （月・火）DJ NAVE、首藤まみか
- （水 - 金）TATSU、米澤有加

【Clover Radio Terrace】
- （月）舞
- （火）西嶋しのぶ
- （水）野口真美
- （木）荒金由希子

【PARK PLACE Made】
- （月）前田裕美

【OITA MAGIC HOUR】
- （月）クボタヨシフミ
- （火）梶原史帆
- （水）大野タカシ
- （木）前田裕美

【fmごじしちじ】
- （金）北野"JK"順一

【ハイカラ食堂】
- （月・木）大久保愛理
- （火・水）岩崎朋美

【ホットタウン・インフォメーション】
- 高橋愛子

【佐田玲子のサウンド・ステージ】
- 佐田玲子

【およね女将のベシャリ亭】
- 米澤有加

【ちゅうか49】
- 中華首藤

【NETZ DRIBING BEAT】
- 立川麻湖

【トラバラ】
- クボタヨシフミ・DJジーノ（仮）

【土曜の朝から“ＪＫ”がナイスミュージックをお届けするラジオ！】
- 北野"JK"順一

【WEEKEND STARTER】
- 永井とっしー・佐藤美希

【おしゃべリーゼ♪サタデー】
- 米澤有加・田口永依子

【ななみ 7:30Time】
- ななみ

過去
- デイル石橋
- RYUエリザ
- 木村匡也
- 江越哲也
- Dr.マーサー
- ダン・パーティ
- 西とも
- 平田惠子
- 本田みずえ
- リンダ
- 浅野ちかげ
- DJ EIJI
- 浪野純子
- TOM G
- 井川絵美
- 森雄一
- 唐木恵美
- 梶川善寛
- 後藤圭子
- 梶川美樹